# Serianus biimpressus
Espèce
Synonymes
- Olpium biimpressum Simon, 1890

Serianus biimpressus est une espèce de pseudoscorpions de la famille des Garypinidae.

## Distribution
Cette espèce se rencontre au Yémen et au Maroc.

## Description
Le mâle holotype mesure 4 mm.

## Publication originale
- Simon, 1890 : Études sur les Arachnides de l'Yemen. Annales de la Société Entomologique de France, sér. 6, vol. 10, p. 77-124 (texte intégral).